# La Garçonne (film, 1923)
Pour les articles homonymes, voir Garçonne.
La Garçonne, rebaptisé Anne Corlac après avoir été frappé d'interdiction par la commission de contrôle cinématographique française, est un film muet franco-belge du réalisateur belge Armand Du Plessy, réalisé en 1923 et interdit d'exportation par la commission nationale de censure française. C'est une adaptation du roman La Garçonne de Victor Margueritte, paru un an auparavant. Le premier rôle féminin est interprété par France Dhélia.

## Contexte historique et censure
À partir de 1920, les femmes cherchent à se créer une place dans le monde de la cinématographie. Ainsi, nous avons dès 1923 le film de Armand Du Plessy, La Garçonne. Le film, repris du roman homonyme publié en 1922 par Victor Margueritte, ouvrage qui a lui-même créé une vive polémique, est censuré dès sa sortie en France pour, entre autres motifs, « attouchements indécents » et « danses lubriques ». Autorisé par la suite, il continua toutefois à faire scandale. Ainsi, à la fin des années 1930, la section lyonnaise de la Ligue pour le relèvement de la moralité publique tente, en vain, d'obtenir son interdiction locale. Elle obtient toutefois gain de cause sous le régime de Vichy, lorsque le film est projeté sous un autre titre, par un arrêté du 11 janvier 1941 qui interdit sa diffusion (quel que soit le titre).
En 1926, l’adaptation théâtrale avec Renée Falconetti dans le rôle de Monique Lerbier provoque des troubles de la part des Camelots du Roi et de certains étudiants catholiques.

## Distribution
- France Dhélia : Monique Lerbier, « la garçonne »
- Gaston Jacquet : Lucien Vigneret
- Jean Toulout : Régis Boisselot
- Renée Carl : Mme Ambrat
- René Maupré : Georges
- Georges Deneubourg : M. Lerbier
- José Davert : le baron de Plombino
- Johanna Sutter : Anika Gobroni